# Ester Ferrabini
Ester Ada Maria Ferrabini (Venezia, 12 ottobre 1885 – Santa Margherita Ligure, 28 luglio 1984) è stata una cantante lirica italiana.

## Infanzia
Ester Ada Maria Ferrabini nacque a Venezia, figlia di Marcello Ferrabini, professore universitario, e di Lucina Pivetta Ferrabini, studiò canto con Angelina Ortolani Tiberini.

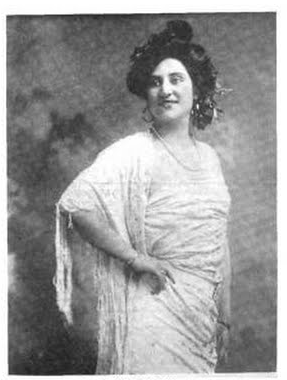
Ester Ferrabini nel ruolo di Carmen, in una pubblicazione del 1917.

## Carriera
Fece il suo esordio operistico nel 1905 a Brescia al quale seguì il tour del Nord America con la compagnia Ruggero Leoncavallo nel 1906, che la portò a trasferirsi negli Stati Uniti nel 1908. Venne associata soprattutto al ruolo di Mimi in La bohème e al ruolo principale in Carmen. Girò l'America occidentale nel 1917 insieme con Maggie Teyte e Nina Morgana nella compagnia di La Scala, tour seguito da Città del Messico, sempre nel 1917. La sua ultima vera esibizione venne considerata quella di Boston, in Carmen nel 1924, anche se l'anno seguente si esibì nuovamente in un concerto di beneficenza per veterani di guerra italiani, nella stessa città. È noto di aver fatto almeno due registrazioni.

Ester Ferrabini in una pubblicazione del 1917.

In seguito al matrimonio si stabilì a Montréal per due anni, mentre suo marito era direttore musicale della National Opera Company del Canada, trasferendosi in seguito a Boston, quando suo marito diventò direttore della Boston Pops Orchestra entrando a far parte della facoltà del Conservatorio della città nel 1920, incoraggiata dal marito.
Arthur Fiedler, un altro direttore d'orchestra di Boston, ricordò affettuosamente Ferrabini, dicendo: "Era una cantante molto brava, una bella voce, era una donna molto attraente, alta e maestosa, bella figura, per nulla sciatta, prepotente, ma molto comprensiva, molto femminile". L'architetto Edgar Irving Williams scrisse a suo fratello William Carlos Williams di aver visto Ester Ferrabini esibirsi nel 1906: "Non sono mai stato così colpito, ero tutto preso. Parlo di una concentrata miscela di bellezza, forma e suono. Lei è la perfezione. Che testa, collo, spalle, posa e che voce!".

## Vita privata
Ester Ferrabini sposò il collega musicista Agide Jacchia nel 1911; la loro figlia Elsa nacque nel 1912. Ritornò sul palcoscenico a poche settimane dalla nascita di Elsa, e nel 1917 fece esibire la figlia insieme con lei sul palco in una produzione di Madama Butterfly. Nel 1928 tornò in Italia con il marito, che morì nel 1932. Da vedova, Ferrabini visse con la figlia e i nipoti a Santa Margherita Ligure, vicino a Portofino, dove morì nel 1984 all'età di 98 anni.